# Kremenez
Kremenez (ukrainisch Кременець; polnisch Krzemieniec, russisch Кременец) ist eine Stadt im Westen der Ukraine in der Oblast Ternopil nördlich der Oblasthauptstadt. Westlich und östlich des Ortes erstreckt sich das Kremenezer Bergland.

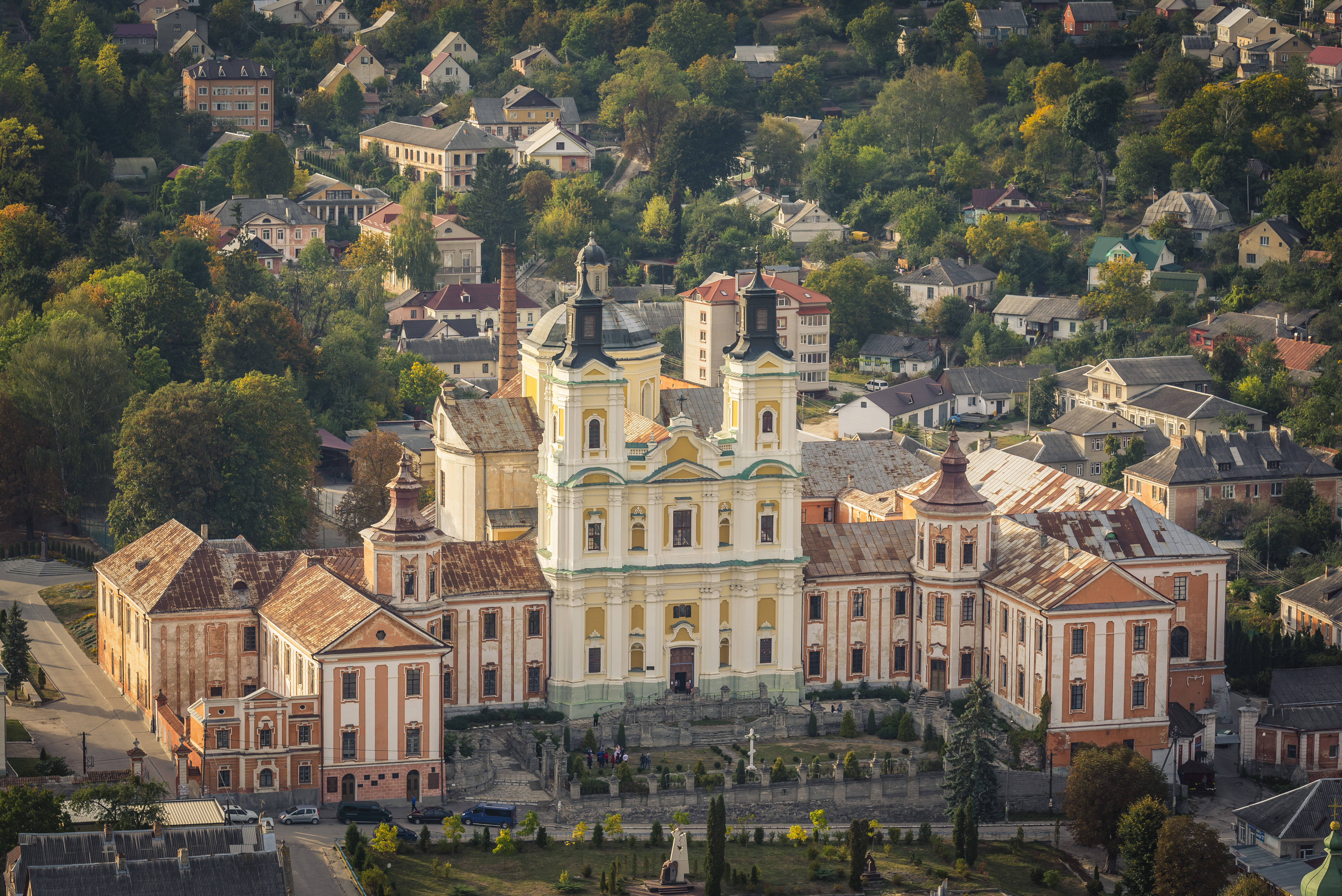
Lyzeum Kremenez

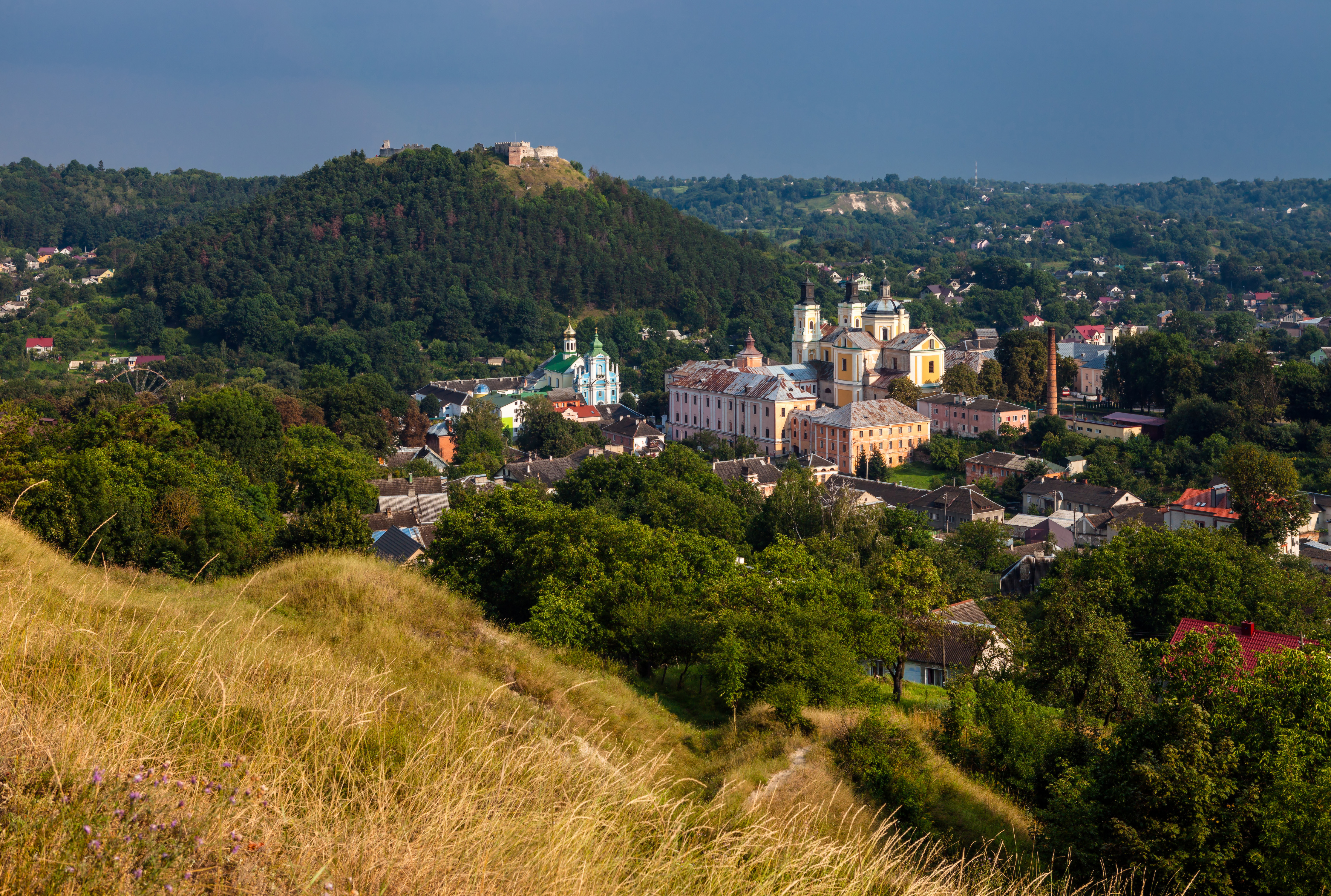
Blick auf die Stadt

## Geschichte
Kremenez wurde spätestens in der zweiten Hälfte des 12. Jahrhunderts im Fürstentum Halitsch gegründet und 1227 in der Galizisch-Wolhynischen Chronik erstmals schriftlich erwähnt. Später war die Stadt bis 1340 ein Teil des Fürstentum Halitsch-Wolhynien. Oberhalb der Stadt auf dem Hügel Bona befindet sich die Ruine der mittelalterlichen Festung.
Während der Mongolischen Invasion der Rus scheiterte das Heer Batu Khans zu Beginn des Jahres 1241 an der Eroberung der Festung.
Im Jahr 1254 überstand die Festung eine Belagerung des tatarischen Prinzen Kuremsa (tatarisch: Kyremsha). 1259 oder 1261 wurde die Festung geschleift.
Zwischen 1382 und 1569 lag die Stadt im Großfürstentum Litauen und zwischen 1569 und 1795 in der Woiwodschaft Wolhynien, einer administrativen Einheit der Adelsrepublik Polen-Litauen.
Ab 1795 war die Stadt bis 1914 Teil des im Russischen Reich gelegenen Gouvernement Wolhynien.
Nach dem Zusammenbruch des Russischen Kaiserreichs während des Ersten Weltkriegs im Jahr 1918 wurde die Stadt Teil der Ukrainischen Volksrepublik (UVR). Von 1921 bis 1939 gehörte die Ortschaft zur Woiwodschaft Wolhynien in der zweiten Polnischen Republik. Nach dem Beginn des Zweiten Weltkriegs 1939 kam Kremenez, wie im deutsch-sowjetischen Nichtangriffspakt vereinbart, zur Sowjetunion und wurde Teil der Ukrainischen Sozialistischen Sowjetrepublik. Nach dem deutschen Überfall auf die Sowjetunion wurde die Stadt am 1. Juli 1941 von deutschen Truppen erobert. In der Folgezeit wurde nahezu die gesamte jüdische Bevölkerung ermordet.
Die in der ersten Hälfte des 19. Jahrhunderts errichtete Große Synagoge wurde 1941 von den deutschen Besatzern niedergebrannt und später völlig abgerissen. An dieser Stelle befindet sich jetzt ein öffentlicher Park. Von den 18 Bethäusern und Synagogen in der Zwischenkriegszeit ist in Kremenez heute nur noch das Synagogengebäude in der Dubensker Vorstadt vorhanden, das nach Umbauten als Busbahnhof genutzt wird.
Nach dem Krieg kam der Ort erneut zur Ukrainischen Sozialistischen Sowjetrepublik und ist seit 1991 Teil der unabhängigen Ukraine.
Ab 1809 war der österreichische Botaniker Wilibald Swibert Joseph Gottlieb von Besser Direktor des Botanischen Gartens in Kremenez. 1842 starb er in Kremenez.
In Kremenez befindet sich auch die 1965 errichtete Schanzenanlage Kremenez, die aus mehreren Klein- und Mittelschanzen besteht.

## Verwaltungsgliederung
Die Stadt stand bis zum 13. Mai 2015 unter Rajonsverwaltung und wurde ab diesem Tag unter Oblastverwaltung gestellt (kreisfrei). Seit dem 17. Juli 2020 ist sie wieder ein Teil des Rajons Kremenez. Am 12. Juni 2020 wurde die Stadt zum Zentrum der neugegründeten Stadtgemeinde Kremenez (Кременецька міська громада Kremenezka miska hromada). Zu dieser zählten neben dem Hauptort die 43 in der untenstehenden Tabelle aufgelistetenen Dörfer, bis dahin bildete sie die gleichnamige Stadtratsgemeinde Kremenez (Кременецька міська рада/Kremenezka miska rada) im Rajon Kremenez.
Folgende Orte sind neben dem Hauptort Kremenez Teil der Gemeinde:
| Name                               | Name              | Name                                 | Name                         | Name |
| ukrainisch transkribiert           | ukrainisch        | russisch                             | polnisch                     |      |
| ---------------------------------- | ----------------- | ------------------------------------ | ---------------------------- | ---- |
| Andruha                            | Андруга           | Андруга (Andruga)                    | Andruha Mała                 |      |
| Bilokrynyzja                       | Білокриниця       | Белокриница (Belokriniza)            | Białokrynica                 |      |
| Bohdaniwka                         | Богданівка        | Богдановка (Bogdanowka)              | Bogdanówka                   |      |
| Boniwka                            | Бонівка           | Боновка (Bonowka)                    | Boniawka                     |      |
| Chotiwka                           | Хотівка           | Хотовка (Chotowka)                   | Chotówka                     |      |
| Dibrowa                            | Діброва           | Диброва                              | Dąbrowa                      |      |
| Duchiw                             | Духів             | Духов (Duchow)                       | Duchów                       |      |
| Dunajiw                            | Дунаїв            | Дунаев (Dunajew)                     | Dunajów                      |      |
| Dwirez                             | Двірець           | Дворец (Dworez)                      | Dworzec                      |      |
| Haji                               | Гаї               | Гаи (Gai)                            | Gaje                         |      |
| Horynka                            | Горинка           | Горынка (Gorynka)                    | Horynka                      |      |
| Hrada                              | Града             | Града (Grada)                        | Grada                        |      |
| Ikwa                               | Іква              | Иква (Ikwa)                          | Królewski Most               |      |
| Iwankiwzi                          | Іванківці         | Иванковцы (Iwankowzy)                | Jankowce                     |      |
| Kateryniwka                        | Катеринівка       | Катериновка (Katerinowka)            | Katerburg                    |      |
| Kimnata                            | Кімната           | Комната (Komnata)                    | Komnatka                     |      |
| Kolossowa                          | Колосова          | Колосовая (Kolossowaja)              | Kołosowa                     |      |
| Kryschi                            | Крижі             | Крыжи                                | Krzyże                       |      |
| Kudlajiwka                         | Кудлаївка         | Кудлаевка (Kudlajewka)               | Kudłajówka                   |      |
| Kulykiw                            | Куликів           | Куликов (Kulikow)                    | Kulików                      |      |
| Kuschlyn                           | Кушлин            | Кушлин (Kuschlin)                    | Kuszlin                      |      |
| Lischnja                           | Лішня             | Лишня                                | Lisznia                      |      |
| Mali Bereschzi                     | Малі Бережці      | Малые Бережцы (Malyje Bereschzy)     | Bereżce Małe                 |      |
| Nowyj Kokoriw                      | Новий Кокорів     | Новый Кокорев (Nowy Kokorew)         | Kokorów Nowy                 |      |
| Pidhajzi                           | Підгайці          | Подгайцы (Podgaizy)                  | Podhajce                     |      |
| Pidlisne                           | Підлісне          | Подлесное (Podlesnoje)               | Folwarki Małe                |      |
| Pidliszi                           | Підлісці          | Подлесцы (Podleszy)                  | Podleśce                     |      |
| Ploske                             | Плоске            | Плоское (Ploskoje)                   | Folwarki Duże, Folwarki Małe |      |
| Popiwzi                            | Попівці           | Поповцы (Popowzy)                    | Popowce                      |      |
| Rudka                              | Рудка             | Рудка                                | Rudka                        |      |
| Rybtscha                           | Рибча             | Рыбча                                | Rybcza                       |      |
| Sapaniw                            | Сапанів           | Сапанов (Sapanow)                    | Sapanów                      |      |
| Sawtschyzi                         | Савчиці           | Савчицы (Sawtschizy)                 | Sawczyce                     |      |
| Scholoby                           | Жолоби            | Желобы (Scheloby)                    | Żołoby                       |      |
| Schpykolossy                       | Шпиколоси         | Шпиколосы (Schpikolossy)             | Szpikołosy                   |      |
| Seblasy (bis 3. März 2021 Seblosy) | Зеблази (Зеблози) | Зеблазы (Зеблозы)                    | Lipowce                      |      |
| Staryj Kokoriw                     | Старий Кокорів    | Старый Кокорев (Stary Kokorew)       | Kokorów Stary                |      |
| Tschuhali                          | Чугалі            | Чугали (Tschugali)                   | Czuhale, Czugale             |      |
| Welyki Bereschzi                   | Великі Бережці    | Великие Бережцы (Welikije Bereschzy) | Bereżce                      |      |
| Welyki Mlyniwzi                    | Великі Млинівці   | Великие Млиновцы (Welikije Mlinowzy) | Młynowce                     |      |
| Werbyzja                           | Вербиця           | Вербица (Werbiza)                    | Werbica                      |      |
| Wessela                            | Весела            | Весёлая (Wesjolaja)                  | Wesoła                       |      |
| Wesseliwka                         | Веселівка         | Веселовка (Wesselowka)               | Wesołówka                    |      |

## Söhne und Töchter der Stadt
- Hugo Kołłątaj (1750–1812), polnischer Adliger, Politiker, Publizist, katholischer Presbyter und Kanoniker, Satiriker, Schriftsteller, Geograf und Historiker sowie Rektor der Krakauer Akademie (1783–1786) und Rechtsreferendar des Großfürstentum Litauen (ab 1786)
- Isaak Bär Levinsohn (1788–1860), hebräischer Schriftsteller, Pionier der Aufklärung (Haskala)
- Juliusz Słowacki (1809–1849), gilt als einer der Drei Barden, der Nationaldichter Polens, als einer der wichtigsten Vertreter der polnischen Romantik sowie als Vater des modernen polnischen Dramas
- Aleksander Czekanowski (1833–1876), polnisch-russischer Geologe
- Stepan Solskyj (1835–1900), ukrainischer Theologe und von 1887 bis 1900 Bürgermeister der Stadt Kiew
- Tsevi Pryłucki (1862–1942), polnischer Zeitungsherausgeber und Journalist
- Naum Reichesberg (1867–1928), russischer Wirtschaftswissenschaftler und Sozialwissenschaftler
- Oleksandr Ossezkyj (1873–1937), ukrainischer General und Verteidigungsminister
- Morris S. Kharasch (1895–1957), US-amerikanischer Chemiker
- Mychajlo Werykiwskyj (1896–1962), ukrainischer Komponist
- Yosef Avidar (1906–1995), israelischer Generalmajor der Verteidigungsstreitkräfte IDF und Diplomat
- Henryk Makowski (1910–1997), polnischer Paläontologe und Geologe
- Mark Kac (1914–1984), polnisch-US-amerikanischer Mathematiker
- Isaac Stern (1920–2001), US-amerikanischer Violinist ukrainisch-jüdischer Abstammung
- Kazimierz Urbanik (1930–2005), polnischer Mathematiker
- Victor Morozov (* 1950), ukrainischer Liedermacher, Dichter und Übersetzer
- Witalij Schumbarez (* 1983), ukrainischer Skispringer
- Wolodymyr Tratschuk (* 1985), ehemaliger ukrainischer Skisportler, der in der Nordischen Kombination und im Skispringen aktiv war
- Wassyl Schurakiwskyj (* 1991), nordischer Skisportler
- Wiktor Passitschnyk (* 1992), Nordischer Kombinierer
- Julianna Tunyzka (* 2003), Rennrodlerin
- Tetjana Pylyptschuk (* 2004), Skispringerin